# 三姊妹山

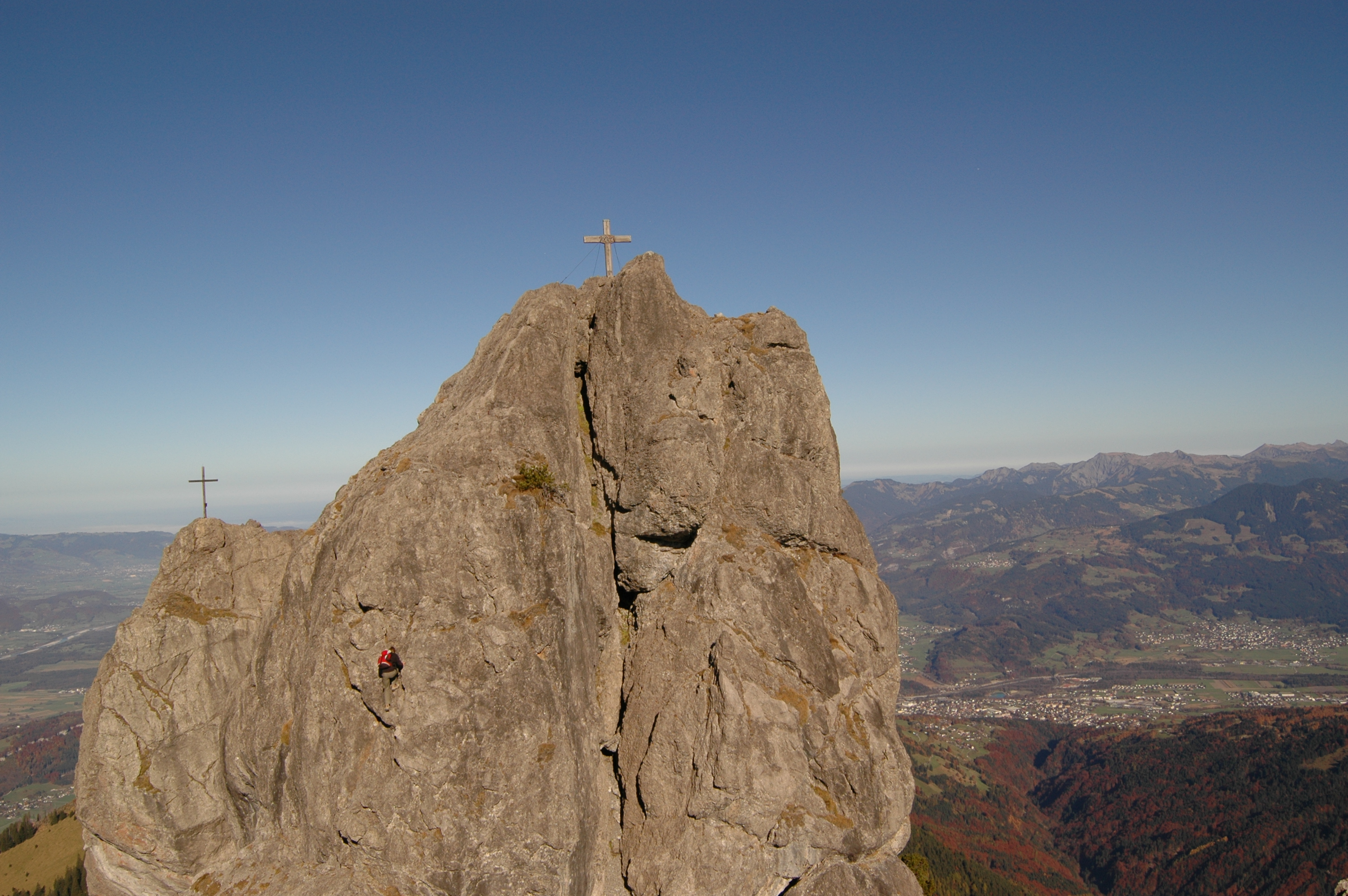

47°10′32″N 9°34′22″E / 47.175554°N 9.572807°E
三姊妹山（德語：Drei Schwestern）是奧地利的山峰，位於該國西部，由福拉爾貝格州負責管轄，屬於雷蒂孔山的一部分，距離加塞利山0.8公里，海拔高度2,053米，每年平均降雨量1,852毫米。